# Ámame
Ámame es una telenovela chilena creada por Néstor Castagno, dirigida por María Eugenia Rencoret y transmitida por Televisión Nacional de Chile desde el 2 de agosto hasta el 21 de diciembre de 1993. Se centra en un romance que ocurre entre una estudiante de enseñanza media y un exitoso piloto de carreras. Ámame fue un éxito durante su periodo de emisión y significó la primera de varias victorias sucesivas de las telenovelas de TVN durante los años 1990, luego de tener una profunda crisis de audiencias desde el principio de la década. Se atribuye su éxito a su trama, personajes y musicalización.
Es protagonizada por Ángela Contreras, Bastián Bodenhöfer y Ana María Gazmuri. La totalidad de los guiones fueron desarrollados por Néstor Castagno junto a su hija Daniella Castagno; y significó el debut de Angela Contreras en la televisión y de María Eugenia Rencoret en la dirección de telenovelas. Inicialmente, Ámame tuvo como productor ejecutivo a Ricardo Larenas pero falleció durante las grabaciones, por consiguiente, fue reemplazado por Verónica Saquel.

## Argumento
Daniela Hernández (Ángela Contreras), una joven estudiante de enseñanza media, se enamora de Luciano Rivarosa (Bastián Bodenhöfer), un corredor de Jeep Fun Race y el hijo del dueño de su colegio. Él corresponde a su amor. Pero ambos deberán enfrentarse a Francisca (Ana María Gazmuri), una desequilibrada joven que siente una obsesión por Luciano. A poco andar, se devela un plan maestro para destruir a los "Rivarosa", maquinado por la vengativa y calculadora Regina Agüero (Maricarmen Arrigorriaga), tía de Francisca y asistente personal de Humberto (Eduardo Barril), padre de Luciano, en las poderosas empresas que posee. Todo vale para una ambición desmedida, incluso el crimen.
Por otra parte, Humberto descubre que padece de una enfermedad terminal. Decide vivir lo que le queda de vida y dejar de lado los negocios, que siempre fueron el obstáculo familiar, encuentra el amor en Livia (Yael Unger), una atractiva viuda, sin embargo le hace creer, bajo el nombre de "Pepe" que es un pobre jubilado. Pero nada le será fácil para él, ya que su hija Fernanda (Adriana Vacarezza) se encargará de hacerle la vida imposible y reprocharle faltas del pasado. Esta mujer es Fernanda Rivarosa; sin sentimientos, jugará con el amor de dos hombres. El primero Pablo de Bantes (Álvaro Escobar), quién es hijo del médico Américo de Bantes (Héctor Noguera). A la vez conquista el corazón de Marcos Miretti (Renato Münster), un joven amigo de Luciano que conoce en las carreras automovilísticas.
Gran parte de la historia se desarrolla en el colegio y en una pensión, donde vive el Jota (Carlos Concha), un escolar roquero que tiene su banda, la John Lennon Band, su hermana Carmen (Elvira López) y muchos otros personajes.

## Reparto
- Bastián Bodenhöfer como Luciano Rivarosa Laval
- Ángela Contreras como Daniela Hernández Zamora
- Ana María Gazmuri como Francisca García-Méndez
- Eduardo Barril como Humberto Rivarosa / José Currico "Don Pepe"
- Yael Unger como Livia McDonald
- Maricarmen Arrigorriaga como Regina Agüero / Alice Dupont
- Adriana Vacarezza como Fernanda Rivarosa Laval
- Edgardo Bruna como Sergio Hernández
- Coca Guazzini como Eugenia Zamora
- Sonia Viveros como Loreto Valle
- Marcelo Romo como Raúl Castellot
- Héctor Noguera como Américo De Bantes
- Mónica Carrasco como Zulema Costa
- Fernando Farías como Antonio Carvallo
- Grimanesa Jiménez como Iris López "La Bilirrubina"
- Willy Semler como Rodrigo Silva / Ramiro Iñiguez
- Carlos Concha como José Luis Carvallo Costa "El Jota"
- Elvira López como Carmen Carvallo Costa
- Pablo Schwarz como Claudio Baumann
- Pamela Peragallo como Andrea Castellot Valle
- Álvaro Morales como Ignacio Recalde
- Rodolfo Bravo como Juan "Juanito" Lyon
- Tito Bustamante como Rafael Recalde
- Mario Montilles como Horacio Flores
- Maité Fernández como Amelia Jiménez
- Renato Münster como Marcos Miretti
- Solange Lackington como Marilyn / Gladys Castro
- Juan Bennet como Mauricio Olivares
- Carlos Valenzuela como Juan Alfredo Estay "El Care Perro"
- Lorene Prieto como Silvia Mendoza "Sargento Pepper"
- Álvaro Escobar como Pablo De Bantes
- Valentina Pollarolo como Constanza Castellot Valle
- Deborah Bailey como Carolina

### Recurrentes e invitados
- Peggy Cordero como Solange Laval
- Carola Serrano como Gabriela Dupont
- Mario Poblete como Mariano Torres
- Néstor Castagno como Gabriel Gauden
- Ana Reeves como Rossy Castellot
- Patricia Rivadeneira como Macarena
- Claudio Arredondo como Adrián
- Nancy Paulsen como Solange Laval (joven)
- Felipe Castro como Humberto Rivarosa (joven)
- Humberto Gallardo como Arnaldo Tapia
- Luis Wigdorsky como Dante Olivares
- Gloria Canales como Luisa
- Sergio Madrid como César Muñoz
- Jaime Troncoso como Jefe de Ignacio
- Óscar Hernández como Alcides Leopoldo
- Ernesto Gutiérrez como Conserje
- Héctor Aguilar como Arancibia
- Juan Quezada como Médico
- Víctor Mix como Detective N°1
- Mauricio Aravena como Detective N°2
- Tamara Acosta como Tamara
- Felipe Ríos como Ismael
- Felipe Viel como Felipe
- Marcial Tagle como Repartidor
- María Eugenia Rencoret como Mesera

### Cameos
- Grupo Psycho
- Jorge Hevia
- Jorge Aedo

## Equipo
- Dirección de Programación TVN: Jaime de Aguirre
- Dirección de Producción TVN: Cecilia Stoltze
- Dirección de Área Dramática TVN: Verónica Saquel
- Guion: Néstor Castagno
- Dirección general: María Eugenia Rencoret
- Producción general: Gonzalo Contreras
- Dirección de Unidad: Víctor Huerta
- Coordinación de Producción: Verónica Brañes
- Edición: Miguel Garrido

## Banda sonora
La canción principal de la teleserie fue Inocencia en tus ojos, del grupo Psycho. Si bien el grupo no volvió a tener otros hits comerciales, esta canción agarró mucha popularidad, y sigue cantándose en fiestas y karaokes.

### Banda Sonora Oficial
Lado A
1. Psycho - Inocencia en tus ojos (Tema Central)
2. Soledad Guerrero - Aprendí de ti (Tema de Daniela)
3. Angelo Badalamenti - Fallin' (Twin Club Mix) (From Twin Peaks) (Tema de Francisca)
4. La Mafia - Me estoy enamorando (Tema de Livia)
5. Chayanne - Mi primer amor (Tema de Ignacio y Andrea)
6. Lobo - Volver (Tema de Humberto)

Lado B
1. P. Lion - Happy Children
2. Nito Mestre y David Lebón - Rasguña las piedras (Tema de Fernanda)
3. Los Mayos - Colegiala (Club Mix)
4. Antoni Rain - Ordanary World
5. La Patrulla Dominicana - Ponte el sombrero (Tema de Marilyn)
6. Ricky Martin - Fuego contra fuego

### Otros temas no incluidos
1. Miguel Bosé - Si tu no vuelves (Tema de Luciano)
2. Álvaro Scaramelli - Soy de dónde (Tema de Carmen)
3. King África - Salta, salta, salta (Tema de los Carvallo)
4. 3 Vampiros - Toda la noche hasta que salga el sol (Tema de "El Jota")
5. X-Mas Band - Imagine
6. J & B Orchestra - Black Magic Woman
7. John Paul Young - Love is in the air
8. Black Machine  - Let's Go (Tema de Antonio)
9. Isabelle A  - Wondermooi
10. Osvaldo Montes - Esperanza's Song (Tema Daniela y Luciano)
11. Dave Stern - Lichter Des Morgens (Tema de Luciano)
12. Luis Jara - Que puedo hacer (Tema de Marcos y Carmen)
13. Adrián y los Dados Negros - Porqué me siguen las mujeres (Tema de Adrián y Marilyn)
14. Tormenta - Adiós chico de mi barrio (Tema de Macarena)
15. Los Super Ratones - Barbara Anne
16. Ricky Martin - Corazón entre nubes (Tema de "El Jota" y Silvia)

Incidental:
1. Ricky Vogel - Awakening

## Emisión internacional
- Ecuador: TC Televisión.